# Маран, Родольфо
Родольфо Маран (исп. Rodolfo Marán; 24 мая 1897, Монтевидео — 1983, Дурасно) — уругвайский футболист, нападающий, многократный чемпион Южной Америки по футболу.

## Карьера
Маран играл левого вингера Он был талантливым и славился хорошей физической подготовкой.
Маран начал играть в футбол в клубе «Универсаль», а в 1917 году перешёл в «Насьональ». Он оставался с командой до 1926 года, выиграв 6 национальных титулов и сыграл более 200 игр в высшем дивизионе.
Он дебютировал в национальной сборной 14 июля 1916, в ходе встречи между Уругваем и Чили, а в 1916 году был вызван на чемпионат Южной Америки и сыграл там против сборной Аргентины. В чемпионате Южной Америки 1917 не сыграл ни в одном матче.
Также принял участие в Кубке Америки 1919, где Уругвай занял второе место. Маран появилась в двух последних матах с Бразилией.
В последний раз он играл на континентальном первенстве в 1922 году. Уругвай занял 3-е место.
Он сыграл в сборной Уругвая 14 матчей.